# Gulpudrad savdaggfluga
Gulpudrad savdaggfluga (Amiota flavopruinosa) är en tvåvingeart som beskrevs av Oswald Duda 1934. Gulpudrad savdaggfluga ingår i släktet Amiota, och familjen daggflugor. Enligt den svenska rödlistan är arten nära hotad i Sverige. Arten förekommer i Götaland. Artens livsmiljö är skogslandskap, stadsmiljö.